# Маринци (Преграда)
Маринци су насељено место у граду Преграда, Крапинско-загорска жупанија, Хрватска.

## Историја
До територијалне реорганизације у Хрватској били су у саставу старе општине Преграда.

## Становништво
У попису становништва из 2011. године, Маринци су имали 118 становника.
| Број становника према пописима | Број становника према пописима | Број становника према пописима | Број становника према пописима | Број становника према пописима | Број становника према пописима | Број становника према пописима | Број становника према пописима | Број становника према пописима | Број становника према пописима | Број становника према пописима | Број становника према пописима | Број становника према пописима | Број становника према пописима | Број становника према пописима | Број становника према пописима |
| ------------------------------ | ------------------------------ | ------------------------------ | ------------------------------ | ------------------------------ | ------------------------------ | ------------------------------ | ------------------------------ | ------------------------------ | ------------------------------ | ------------------------------ | ------------------------------ | ------------------------------ | ------------------------------ | ------------------------------ | ------------------------------ |
| 1857                           | 1869                           | 1880                           | 1890                           | 1900                           | 1910                           | 1921                           | 1931                           | 1948                           | 1953                           | 1961                           | 1971                           | 1981                           | 1991                           | 2001                           | 2011                           |
| 234                            | 220                            | 310                            | 338                            | 377                            | 384                            | 356                            | 411                            | 448                            | 377                            | 287                            | 237                            | 205                            | 175                            | 157                            | 118                            |

Напомена: До 1890. исказивано под именом Маринци, а касније Маринец. На попису становништва 2021. враћа старо име Маринци.